# Sollevatori Rifugiati
I Sollevatori Rifugiati o Weightlifting Refugees Team, codice WRT, nome ufficiale in inglese IWF Refugee Team è una categoria o squadra in cui i sollevatori rifugiati senza squadra nazionale possono competere in competizioni internazionali della IWF e della EWF.

## Storia
Creata l'11 febbraio 2023 dalla IWF, adotta come bandiera il logo della federazione internazionale ed è composta da un numero variabile di atleti. Ai campionati mondiali di Riad del 2023 parteciparono sei atleti, mentre ai campionati europei di Sofia del 2024 parteciparono due atleti. Nel 2024 la squadra è composta da quattro atleti.
In caso di premiazione di tali atleti, nelle cerimonie delle suddette manifestazioni era prevista l'esecuzione dell'inno olimpico; a partire dalla Coppa del Mondo di Phuket del 2024 e ai campionati mondiali di Manama del 2024 è prevista l'esecuzione del nuovo inno della IWF composto da Antonio Urso e presentato il 30 marzo 2024.